# Anomalia Pelgera-Hueta

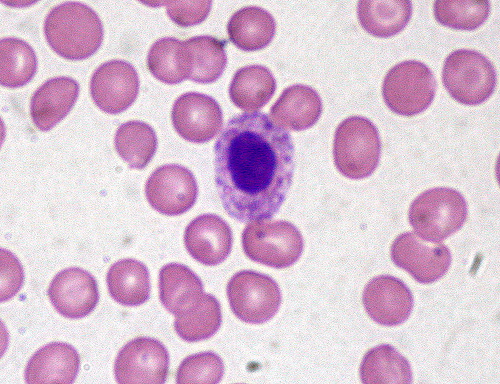
Pseudoanomalia Pelgera-Huëta - w centrum zdjęcia widoczny neutrofil z nieprawidłową morfologią jądra komórkowego. Rozmaz krwi 90-letniego pacjenta z niedokrwistością makrocytową i ciężką trombocytopenią.

Anomalia Pelgera-Huëta (ang. Pelger-Huët anomaly, PHA) – rzadki, łagodny defekt różnicowania neutrofili, objawiający się dwupłatowymi jądrami komórkowymi neutrofilów z nadmiernie zbitą siatką chromatyny. Oba płaty jądra komórkowego połączone są cienkimi nitkami chromatyny. U homozygot neutrofile mają małe, pojedyncze, położone mimośrodkowo okrągłe jądro komórkowe. Niekiedy dotknięte anomalią są eozynofile i bazofile. W części przypadków defekt spowodowany jest mutacją w genie LBR w locus 1q42.1 kodującym receptor laminy B. Heterozygoty mające anomalię Pelgera-Huëta stwierdza się z częstością około 1:5000.
Przypadki anomalii nie występujące rodzinnie określa się jako pseudoanomalia Pelgera-Huëta. Te nabyte stany hiposegmentacji jąder komórkowych neutrofilów stwierdza się w przypadku dysgranulopoezy, m.in. w zespole mielodysplastycznym (MDS) i zespole Sweeta.
Anomalię opisał Huët w 1928 roku, a rok później Pelger. W 1932 roku ponownie Huët stwierdził rodzinny i systemowy charakter tej nieprawidłowości.